# 小高川
小高川（おだかがわ）は、福島県南相馬市小高区を流れる河川であり、二級水系小高川水系の本流である。

## 地理
小高区東部の八丈石山北麓の金谷峠付近を水源地とし、支流を集めながら小高区内を横断し太平洋に至る。上流域は金谷川と呼ばれる。流域にはJR常磐線小高駅を中心とする小高区（旧相馬郡小高町）の中心市街地が位置する。

### 流域の自治体
福島県
- 南相馬市
  - 小高区

## 主な支流
下流より記載
- 泉沢川
  - 新川
  - 水谷川
- 前川
  - 飯崎川
  - 片草川
  - 小谷川
  - 北鳩原川
- 川房川
- 金谷川

## 災害
- 1929年 - 床上浸水700戸という当時としては史上最大の洪水被害が発生する[2]。
- 2011年3月11日 - 東北地方太平洋沖地震に伴う津波が防潮堤を超え河口より3㎞以上遡上し、河口部周辺に壊滅的な被害をもたらした。
- 2019年10月12日 - 令和元年東日本台風に伴う大雨により翌13日にかけ氾濫が発生し、大規模な浸水被害が発生。13日未明に市役所支所から帰宅を命じられた市職員が濁流にのまれ死亡する事案が発生した。

## 主な橋梁
下流より記載
- ハツカラ橋（福島県道391号広野小高線旧道　浜街道）
- 白金橋（福島県道391号広野小高線）
- 川原田橋（南相馬市道426号大井川原田線）
- 甲子橋（福島県道260号北泉小高線）
- 小高川橋（国道6号）
- 大井橋（南相馬市道782号深町鴨鳴線）
- 小高川橋梁（JR常磐線）
- 善丁橋（南相馬市道304号東町舘下線）
- 浮舟橋（一級市道109号城下江井線）
- 妙見橋（福島県道259号城下小高線）
- 琵琶橋（南相馬市道302号琵琶橋線）
- 大行橋（南相馬市道301号大行橋線）
- 南小高橋（福島県道120号浪江鹿島線）
- 小谷橋（一級市道106号上町大富線）
- 飯崎橋（南相馬市道730号藤木上町線）
- 吉名橋（南相馬市道332号西町小屋木線）
- 小屋木橋（南相馬市道332号西町小屋木線）
- 下川原橋（南相馬市道600号飯崎小屋木線）
- 学校橋（一級市道108号仲町小屋木線）
- 西田橋（南相馬市道616号小屋木幅線）
- 西田橋（福島県道258号中ノ内小高線）
- 小高川橋（常磐自動車道）
- 北原橋（南相馬市道639号金谷法田線）
- 西田橋（南相馬市道631号西ノ内若林線）
- 西田橋（福島県道34号相馬浪江線）